# Boeteprediker
Een boeteprediker is een kenner van, of een schrijver over de moraal en een zedenleraar of zedenmeester. 
Als aanhanger van een zekere filosofie of ideologie en bepaalde dogma's is de boeteprediker een bewaker van de "goede" zeden. Een boeteprediker wordt ook gezien als een prediker, profeet of als een priester die zondaars tot boetedoening vermaant, of die anderen onophoudelijk lastigvalt met zedelijke vermaningen en klachten over het "zedenbederf".

## Historische boetepredikers
Enkele voorbeelden van historische boetepredikers zijn Johannes de Doper, Girolamo Savonarola en Geert Grote.
- Johannes de Doper (ca. 7 v.Chr. - ca. 30 n.Chr.) ten tijde van Jezus in de woestijn van Juda. Hij doopte mensen met water om hen van zonden te reinigen en was de eerste mens die Jezus aanwees als de Messias.
- Geert Grote (1340 – 1384) was een Nederlandse theoloog, schrijver, gedreven kloosterhervormer en boeteprediker binnen de katholieke Kerk. Hij preekte in de landstaal, stelde misstanden aan de kaak en streefde naar eenvoud.
- Savonarola (1452 – 1498) was een Dominicaanse boeteprediker die van 1494 tot 1498 het politieke toneel in Florence beheerste. Savonarola`s republikeinse idealen en zijn kritiek op de corrupte geestelijkheid vonden enthousiast gehoor bij het volk.
- De Nederlandse minderbroeder Borromeus de Greeve (1875-1947) was een vermaard volksmissionaris en boeteprediker.

## Fictie
De Zwarte Zwadderneel (ook Zwadke Kornelisz en Cornelis Zwadder; 1957 en later) in de Bommelsaga van Marten Toonder is een voorbeeld van een fictieve boeteprediker.